# Cantonul Cirey-sur-Vezouze
Cantonul Cirey-sur-Vezouze este un canton din arondismentul Lunéville, departamentul Meurthe-et-Moselle, regiunea Lorena, Franța.

## Comune
| Comune            | Populație (1999) | Cod poștal | Cod INSEE |
| ----------------- | ---------------- | ---------- | --------- |
| Bertrambois       | 403              | 54480      | 54064     |
| Cirey-sur-Vezouze | 1 794            | 54480      | 54129     |
| Parux             | 65               | 54480      | 54419     |
| Petitmont         | 358              | 54480      | 54421     |
| Saint-Sauveur     | 51               | 54480      | 54488     |
| Tanconville       | 102              | 54480      | 54512     |
| Val-et-Châtillon  | 696              | 54480      | 54540     |